# UボートX型
UボートX型 (U-Boot-Klasse X) はドイツ海軍の潜水艦で、第二次世界大戦で用いられた。XA及びXBの二つの型があるが、XAは設計図上のみの艦であり、実戦に用いられたのはXBの方である。

## 概要
機雷敷設用の潜水艦として、第一次世界大戦のUE型潜水艦を参考に設計された。XA型は1937年に設計だけが行われ、これよりやや小型のXB型が量産型としてキールで建造されることとなった。1941年から就役が始まり、1944年までに8隻が就役し、6隻が撃沈を被った。
機雷の敷設のため戦闘には不向きな設計であった。
魚雷発射管は2基が艦尾に設置されており、66個の機雷を機雷敷設筒に搭載することができた。
XB型の1隻であるU-219は日本海軍に接収され伊505となった。

## 性能諸元(XB)
- 全長：89.8m
- 全幅：9.2m
- 排水量：水上1,763ｔ、水中2,177ｔ
- 最大速度：水上16.5kt、水中7kt
- 水中航続距離：176km(95海里)/4kt
- 水上航続距離：34,200km(18,500海里)/10kt
- 乗組員:52名
- 兵装：53cm魚雷発射管×2、機雷敷設筒×30、20mm機関砲×1、37mm対空砲、105mm砲、魚雷×15、機雷×66